# Kerben (Kirghizistan)
Kerben (in kirghiso Кербен?), precedentemente conosciuta come Karavan (in russo Караван?), è una città del Kirghizistan, capoluogo del distretto di Aksy.

## Geografia fisica
L'insediamento è situato al centro del territorio distrettuale in una zona principalmente pianeggiante, a 220 km dalla capitale della provincia Žalalabad e a 60 da Taškömur, confina a sud con il villaggio uzbeco di Nanai; il clima è continentale.

## Storia
Kerben venne fondata ufficialmente nei primi anni venti ma alcuni storici persiani medievali menzionanono nei loro lavori un caravanserraglio situato in una zona molto vicina all'ubicazione odierna della città, questi riscontri sono stati poi suffragati da scavi archeologici.